# Новак, Лиза Мария
Ли́за Мари́я Но́вак (англ. Lisa Marie Nowak), урожденная Капуто (Caputo; 10 мая 1963, Вашингтон) — бывший американский астронавт, участница полёта «Дискавери» STS-121, с февраля 2007 года по ноябрь 2009 находилась под следствием по обвинению в попытке похищения человека, где Новак, признав свою вину в краже со взломом и побоях, была приговорена к году тюремного заключения условно.

## Начало биографии, образование
Родилась в итало-американской семье. Лиза Капуто впервые заинтересовалась космическими полётами в возрасте шести лет, когда она следила за высадкой американских астронавтов на Луне и в дальнейшем за полётами американских женщин-астронавтов на кораблях типа Спейс Шаттл.
Новак окончила высшую школу Вудворд (C.W. Woodward High School) в Роквилле, штат Мэриленд в 1981 году.

## Карьера во флоте
В 1985 году она получила степень бакалавра в области аэрокосмической техники в морской академии США (US Naval Academy) в Аннаполисе (Annapolis), штат Мериленд. Затем, в 1992 году, она получила степень магистра в области аэрокосмической техники в US Naval Postgraduate School в Монтеррей (Monterey), штат Калифорния.
С 1985 года Капуто проходила обучение в школе морской авиации (Naval Aviation Schools Command). После её окончания, в 1987 году, она стала офицером морской авиации. Новак имеет налёт более 1500 часов на более чем 30 типах самолётов.
В июле 2011 года комиссия ВМС приняла решение о её увольнении с понижением в звании с капитана до коммандера и формулировкой «по причинам иным, чем уважительные». Такое увольнение означает, что льготы, полагающиеся ей, как отставному офицеру, будут сильно сокращены. Кроме того, было объявлено, что «её поведение совершенно не соответствовало ожидаемому от офицеров флота» и «она продемонстрировала совершенное пренебрежение к благополучию коллег по работе». Увольнение вступает в силу 1 сентября 2011 года.

## Отбор в астронавты
Лиза Новак была отобрана в 16-ю группу астронавтов НАСА. В эту группу входили 35 кандидатов. До этого в НАСА была ещё только одна такая большая группа кандидатов — группа 1978 года. Отбор в группу происходил в несколько этапов. На первом этапе были выбраны 2432 претендента, среди них и Лиза Новак. Далее из претендентов остались только 123 финалиста, которые в период времени с октября 1995 года по февраль 1996 года проходили собеседования и медицинские обследования в космическом центре им. Джонсона, в Хьюстоне. Новак проходила эти собеседования в ноябре 1995 года. В середине августа 1996 года Лиза Новак начала подготовку к космическому полёту в качестве «специалиста полёта» в группе, в которую входили 35 американцев (10 пилотов и 25 специалистов полёта) и 9 астронавтов из других стран.

## Работа в НАСА
С 2000 года Лиза Новак работала в отделе планирования космических полётов в бюро астронавтов.

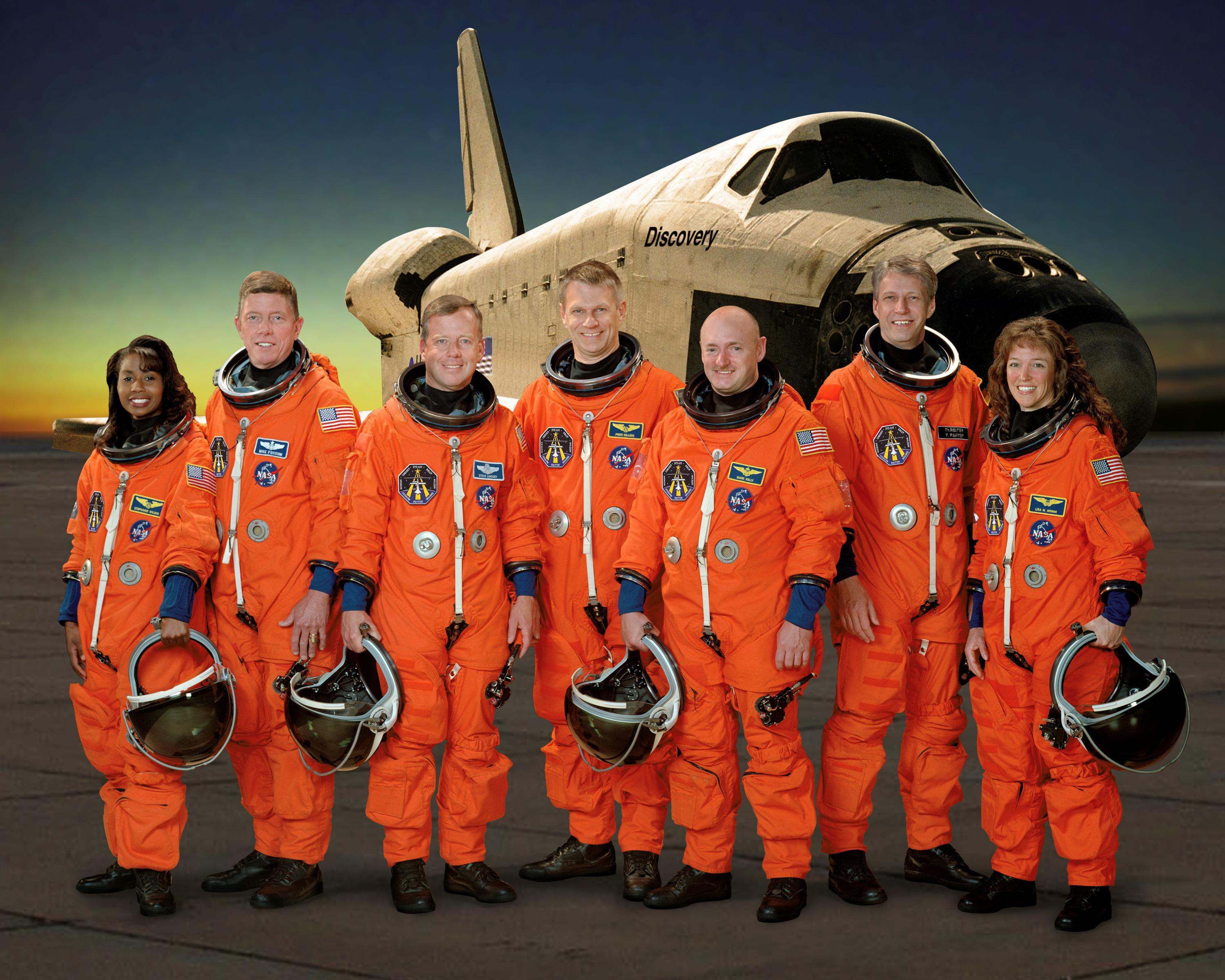
Экипаж миссии STS-121, Новак на фото крайняя справа

В декабре 2002 года Новак была первый раз назначена в экипаж шаттла (STS-118). Полёт планировался на ноябрь 2003 года. После катастрофы «Колумбии» полёт был перенесён на неопределённое время. В ноябре 2004 года Лиза Новак была зачислена в экипаж «Дискавери» STS-121, который стартовал 4 июля 2006 года и провёл на орбите 12 дней. После полёта в космос она получила звание капитана ВМС.
Лиза Новак считается уволенной из НАСА с 8 марта 2007 года, что стало результатом взаимного соглашения между агентством и ВМС США. В заявлении NASA особо уточняется, что решение об увольнении Новак никоим образом не отражает позицию агентства по обвинениям, выдвинутым против женщины.

## Арест
Лиза Новак была арестована на парковке международного аэропорта Орландо 5 февраля 2007 года. Ей были предъявлены обвинения в попытке похищения человека, нанесении побоев, попытке взлома автомобиля и уничтожении улик, а затем и обвинение в попытке убийства. В документах, предоставленных полицией, упоминается, что Новак приехала в аэропорт из своего дома в Хьюстоне за полторы тысячи километров с целью «разборки» с капитаном ВВС США Колин Шипман, которую Новак подозревала в романе со своим бойфрэндом — астронавтом Биллом Офелейном. По заявлению полиции, Новак готовилась к поездке и останавливаясь в отелях под вымышленными именами. Приехав в аэропорт Орландо в ночь на понедельник, Новак надела парик и очки, выследила Шипман и попросилась к ней в машину. После отказа Новак брызнула в машину из газового баллончика, Шипман отъехала и вызвала полицию, после чего Новак была арестована. Затем она содержалась в тюрьме округа Орандж во Флориде и была выпущена под залог. В итоге 10 ноября 2009 года Новак признала себя виновной в краже со взломом и нанесении побоев в рамках сделки о признании вины. Она была приговорена к годичному испытательному сроку и двум дням, уже отбытым в тюрьме, без дополнительного тюремного заключения.

## Прочие сведения
- Лиза Новак замужем. Её муж — Ричард Новак, по сообщению Reuters, они разошлись.  Они имеют троих детей. Хобби Новак — чтение, игра на пианино, садоводство и кроссворды.

- Лиза Новак удостоена таких наград, как военно-морская медаль за безупречную службу (Navy Achievement Medal), медаль Министерства Обороны «За похвальную службу» (Defense Meritorious Service Medal), благодарственная медаль за службу в ВМС (Navy Commendation Medal) и другие[9].